# 다운타운 (영화)
《다운타운》(Downtown)은 미국에서 제작된 리차드 벤자민 감독의 1990년 액션, 코미디, 범죄 영화이다. 안소니 에드워즈 등이 주연으로 출연하였고 찰스 H. 맥과이어 등이 제작에 참여하였다.

## 출연

### 주연
- 안소니 에드워즈
- 포레스트 휘태커
- 페네로프 앤 밀러
- 조 판토리아노
- 데이빗 클레넌
- 아트 에반스

### 조연
- 릭 앨로
- 로저 아론 브라운
- 론 캐나다
- 완다 드 헤수스
- 프란시스 X. 맥카티
- 킴벌리 스콧

## 기타
- 협력프로듀서: 네트 멀딘
- 미술: 찰스 로즌
- 의상: 다니엘 페레데스
- 배역: 루벤 캐논